# Gobernador de Puerto Rico
El gobernador o gobernadora de Puerto Rico (en inglés: governor of Puerto Rico) es el jefe de gobierno del Estado Libre Asociado de Puerto Rico y comandante en jefe de la Guardia Nacional de Puerto Rico. Actualmente, Jenniffer González-Colón ejerce como la 190.ª gobernadora del archipiélago e isla.  
El gobernador tiene el deber de hacer cumplir las leyes locales, convocar a la Asamblea Legislativa, el poder de aprobar o vetar proyectos de ley aprobados por la Asamblea Legislativa, nombrar a funcionarios gubernamentales, designar a los jueces y otorgar indultos.
Desde 1948, el gobernador es elegido por el pueblo de Puerto Rico. Antes de esa fecha, el gobernador era elegido por el rey de España (1508-1898) o por el presidente de los Estados Unidos (1898-1948).

## Primer gobernador electo
En 1948, Luis Muñoz Marín fue elegido gobernador de Puerto Rico. El 25 de julio de 1952, la Constitución del Estado Libre Asociado de Puerto Rico fue aprobada por el Congreso de Estados Unidos.

## Requisitos para ser gobernador
El Artículo IV Sección 3 de la Constitución de Puerto Rico define los requisitos que se deben tener para ocupar la gobernación. El gobernador debe tener al menos 35 años de edad, debe haber sido durante los cinco años precedentes ciudadano de los Estados Unidos de América y ciudadano y residente bona fide de Puerto Rico.

## Poderes del gobernador
El gobernador es la cabeza de la rama ejecutiva del Gobierno. Tiene el poder de vetar cualquier proyecto de ley de la Asamblea Legislativa.
Es jefe de Gobierno, pero no jefe de Estado, cargo que corresponde al presidente de los Estados Unidos.
Posee el poder de nombrar a los miembros de su gabinete, a los jueces del Tribunal Supremo y de todas las demás cortes de la isla; sin embargo todos los nombramientos para los que está facultado en ley tienen que contar con el consejo y consentimiento del Senado y de la Cámara de Representantes, en el caso del secretario de Estado.
La Constitución del Estado Libre Asociado de Puerto Rico también establece que el gobernador es el comandante en jefe de la Guardia Nacional de Puerto Rico, pero tendrá que informar siempre al Departamento de Defensa de los Estados Unidos, para el uso de las tropas, ya que la Guardia Nacional es un cuerpo bajo mando del Ejército de los Estados Unidos y su comandante en jefe es el presidente de Estados Unidos.
También debe presentar durante el comienzo de cada sesión ordinaria (primeros meses del año) a la Asamblea Legislativa un mensaje de situación del Estado y someterle además un informe sobre las condiciones del Tesoro y los desembolsos para el año económico siguiente, es decir del 1 de julio del año en curso al 30 de junio del siguiente año.

## Juramentación del cargo
La juramentación del cargo de gobernador de Puerto Rico es requerido por la Constitución y establecido por ley. Es administrado por el juez presidente del Tribunal Supremo de Puerto Rico. 
El mandato del gobernador es de cuatro años y, por disposición constitucional, comienza el 2 de enero del año después de la elección general y finaliza cuando el gobernador electo toma posesión del cargo.

## Vacantes en el cargo
En junio de 2025, una medida legislativa propone que el presidente del Senado asuma el cargo de Gobernador en caso de renuncia, fallecimiento o destitución, en ausencia de un Secretario de Estado confirmado.